# Кула (Бугарска)
Кула (буг. Кула) град је у Републици Бугарској, у крајње северозападном делу земље, седиште истоимене општине Кула у оквиру Видинске области.
13 километара западно од Куле се налази бугарски гранични прелаз ка Србији и нашем граничном прелазу Вршка Чука.

## Географија
Положај: Кула се налази у крајње северозападном делу Бугарске, близу границе са Србијом — 13 km западно. Од престонице Софије град је удаљен 200 km северозападно, а од обласног средишта, Видина град је удаљен 35 km југозападно.
Рељеф: Област Куле представља најзападнији бугарског Подунавља. Град се сместио на првим падинама, које јужније релазе у масив Старе Планине, на око 200 метара надморске висине.
Клима: Клима у Кули је конитнентална.
Воде: У области Куле има више мањих потока.

## Историја
Област Куле је првобитно било насељено Трачанима, а после њих овом граду владају стари Рим и Византија под именом Кастра Мартис. Јужни Словени ово подручеје насељавају у 7. веку. Од 7. века до 1373. године област је била у саставу средњовековно Прво бугарско царство и Друго бугарско царство.
Крајем 14. века област Куле је пала под власт Османлија, који владају облашћу 5 векова.
Мировним уговором 1878. године, град је постао део савремене бугарске државе. Насеље постоје убрзо средиште окупљања за села у околини, са више јавних установа и трговиштем. Пописано је 1894. године у том месту 3719 становника.

## Становништво
Према подацима пописа из 2021. године Кула је имала 2.394 становника док је према попису из 2011. било 3.226 становника што је мање за 25,79%. Већину становништва чине Бугари.
| Етнички састав према попису из 2011.‍ | Етнички састав према попису из 2011.‍ | Етнички састав према попису из 2011.‍ | Етнички састав према попису из 2011.‍ | Етнички састав према попису из 2011.‍ |
| ------------------------------------ | ------------------------------------ | ------------------------------------ | ------------------------------------ | ------------------------------------ |
|                                      |                                      |                                      |                                      |                                      |
| Бугари                               | Бугари                               |                                      | 3.010                                | 93,30%                               |
| Роми                                 | Роми                                 |                                      | 74                                   | 2,29%                                |
| Остали                               | Остали                               |                                      | 5                                    | 0,15%                                |
| Неопредељени                         | Неопредељени                         |                                      | 11                                   | 0,34%                                |
| Нису одговорили                      | Нису одговорили                      |                                      | 126                                  | 3,91%                                |

Последњих деценија град губи становништво због удаљености од главних токова развоја у земљи. Претежан вероисповест месног становништва је православна.